# Jugoslaviska förstaligan i fotboll 1984/1985
Jugoslaviska förstaligan i fotboll 1984/1985 vanns av Röda stjärnan.

## Lag

### Förändringar från föregående säsong
Uppflyttade lag
- Iskra
- Sutjeska

Nedflyttade lag
- 17: Olimpija
- 18: Čelik

### Översyn
| Lag             | Hemort   | Federal enhet              | Arena                     | Placering 1983/1984 |
| --------------- | -------- | -------------------------- | ------------------------- | ------------------- |
| Budućnost       | Titograd | SR Montenegro              | Stadion pod Goricom       | 14                  |
| Crvena zvezda   | Belgrad  | SR Serbien                 | Stadion Crvena Zvezda     | 1                   |
| Dinamo Vinkovci | Vinkovci | SR Kroatien                | Stadion Mladosti          | 11                  |
| Dinamo Zagreb   | Zagreb   | SR Kroatien                | Stadion Maksimir          | 12                  |
| Hajduk Split    | Split    | SR Kroatien                | Gradski stadion u Poljudu | 5                   |
| Iskra           | Bugojno  | SR Bosnien och Hercegovina |                           |                     |
| Osijek          | Osijek   | SR Kroatien                | Stadion Gradski vrt       | 6                   |
| Partizan        | Belgrad  | SR Serbien                 | Stadion JNA               | 2                   |
| Priština        | Priština | SR Serbien                 | Gradski stadion Priština  | 8                   |
| Radnički Niš    | Niš      | SR Serbien                 | Stadion Čair              | 7                   |
| Rijeka          | Rijeka   | SR Kroatien                | Stadion na Kantridi       | 4                   |
| Sarajevo        | Sarajevo | SR Bosnien och Hercegovina | Stadion Koševo            | 9                   |
| Sloboda         | Tuzla    | SR Bosnien och Hercegovina | Stadion Tušanj            | 16                  |
| Sutjeska        | Nikšić   | SR Montenegro              |                           |                     |
| Vardar          | Skopje   | SR Makedonien              | Gradski stadion Skopje    | 15                  |
| Velež           | Mostar   | SR Bosnien och Hercegovina | Stadion Bijeli Brijeg     | 13                  |
| Vojvodina       | Novi Sad | SR Serbien                 | Stadion Vojvodine         | 10                  |
| Željezničar     | Sarajevo | SR Bosnien och Hercegovina | Stadion Grbavica          | 3                   |

## Tabell
Bästa målgörare: Zlatko Vujović (Hajduk Split) - 25
Mästarna:
- FK Sarajevo (coach Boško Antić):

spelare (seriematcher/seriemål):
 Faruk Hadžibegić (34/4)
 Miloš Đurković (34/0)
 Predrag Pašić (33/9)
 Slaviša Vukićević (33/3)
 Mehmed Janjoš (32/1)
 Ferid Radeljaš (32/0)
 Husref Musemić (31/19)
 Dragan Jakovljević (30/9)
 Mirza Kapetanović (30/0)
 Davor Jozić (29/2)
 Senad Merdanović (23/3)
 Nihad Milak (17/0)
 Zijad Švrakić (16/0)
 Edin Hadžialagić (13/1)
 Goran Jurišić (10/0)
 Ivica Vujičević (8/0)
 Tomislav Bošnjak (5/0)
 Dragan Božović (5/0)
 Vladimir Petković (2/0)
 Dejan Raičković (2/0)
 Esad Hošić (1/0)
 Agim Nikolić (1/0)

## Attendance
| Klubb              | Hemmasnitt | Bortasnitt |
| ------------------ | ---------- | ---------- |
| FK Priština        | 18,647     | 6,529      |
| Röda stjärnan      | 17,529     | 19,529     |
| FK Vardar          | 13,588     | 7,176      |
| Hajduk Split       | 12,941     | 16,176     |
| FK Partizan        | 11,471     | 14,588     |
| Dinamo Zagreb      | 11,471     | 10,706     |
| FK Sarajevo        | 8,471      | 10,176     |
| FK Željezničar     | 7,118      | 8,882      |
| Radnički Niš       | 6,765      | 6,765      |
| Iskra Bugojno      | 6,647      | 5,588      |
| FK Velež           | 5,882      | 6,118      |
| NK Rijeka          | 5,706      | 6,471      |
| Sutjeska Nikšić    | 5,353      | 6,412      |
| FK Vojvodina       | 5,176      | 6,000      |
| Budućnost Titograd | 4,824      | 5,941      |
| NK Osijek          | 4,176      | 5,176      |
| Dinamo Vinkovci    | 3,941      | 5,941      |
| Sloboda Tuzla      | 3,882      | 5,412      |

- Ligans genomsnitt per match: 8 533 åskådare.